# Annie Vanacker
Pour les articles homonymes, voir Vanacker.
Annie Vanacker, née en 1947, est une nageuse française.

## Carrière
Annie Vanacker évolue aux Enfants de Neptune de Tourcoing et au Cercle des nageurs de Marseille.
Elle termine septième de la finale du 400 mètres nage libre aux Championnats d'Europe de natation 1962 à Leipzig.
Elle est sacrée championne de France du 200 mètres nage libre à quatre reprises (hiver 1963, été 1963, hiver 1965 et été 1965), du 400 mètres nage libre à quatre reprises (été 1962, été 1963, été 1964 et été 1965), du 400 mètres quatre nages une seule fois (été 1963), du 800 mètres nage libre à deux reprises (hiver 1963 et hiver 1964) et du 1 500 mètres nage libre à deux reprises (hiver 1965 et été 1965).
Elle détient le record de France de natation dames du 400 mètres nage libre de 1964 à 1966.